# Archives parlementaires de 1787 à 1860
Les archives parlementaires de 1787 à 1860 sont un recueil complet des débats législatifs et politiques des chambres françaises sur une période allant de la veille de la Révolution française jusqu'au Second Empire.

## Historique
Cette œuvre colossale pour reprendre les termes de la bibliothèque Nationale de Paris est initiée sur décision du législateur dès 1867 par M. J. Mavidal et E. Laurent, dans le cadre de leurs fonctions respectives, puis sera  poursuivie dès le début du XXe siècle par Louis Claveau, Constant Pionnier, L. Lataste, et enfin par Gaston Barbier.
L'ensemble offre au contemporain une référence historique. avec dès les premiers tomes, la tenue des États généraux de 1789 et la lecture des cahiers de doléances des différents  bailliages et sénéchaussées de France. Le second tome, par exemple, débute par un cahier des doléances du clergé de la province d'Angoumois, et le quatrième, par celui du bailliage de Mirecourt daté du 27 mars 1789. Le tome quatre-vingt-deuxième quant à lui nous plonge dans l'univers de la Convention nationale, ce volume inaugure une nouvelle présentation, plus agréable à lire, pour la séance de Convention Nationale du 30 frimaire de l'an II (vendredi 20 décembre 1793).

## Structure en deux séries
L'ouvrage est structuré en deux grandes parties baptisées respectivement première série et deuxième série. La première série couvre la période révolutionnaire de 1787 à 1799. La seconde commence à l'année 1800 et se termine à 1860 en raison des activités du Moniteur universel, qui, depuis 1861, publie les « Annales du Sénat et du Corps législatif ». Les débats du Sénat précèdent généralement ceux de la Chambre des députés.
La première édition ne débutait qu'avec le XIXe siècle par crainte d'un double emploi avec le Moniteur universel, lequel couvrait la période révolutionnaire sans toutefois renfermer la totalité des discussions législatives. Il fut donc décidé après publication de reprendre le travail à partir cette fois de 1787. Cette seconde édition correspond à la version aujourd'hui distribuée par la bibliothèque nationale de France.

### Première série: de 1787 à 1799
La tomaison est la suivante :
- Tome I : 1789 - États généraux. Cahiers des sénéchaussées et bailliages
- Tome II : 1789 - États généraux. Cahiers des sénéchaussées et bailliages
- Tome III : 1789 - États généraux. Cahiers des sénéchaussées et bailliages
- Tome IV : 1789 - États généraux. Cahiers des sénéchaussées et bailliages
- Tome V : 1789 - États généraux. Cahiers des sénéchaussées et bailliages
- Tome VI : 1789 - États généraux. Cahiers des sénéchaussées et bailliages
- Tome VII : Table des cahiers des États généraux

#### États généraux et Assemblée nationale constituante: du 5 mai 1789 au 30 septembre 1791
- Tome VIII : Du 5 mai 1789 au 15 septembre 1789
- Tome IX : Du 16 septembre au 11 novembre 1789
- Tome X : Du 12 novembre au 24 décembre 1789
- Tome XI : Du 24 décembre 1789 au 1er mars 1790
- Tome XII : Du 2 mars au 14 avril 1790
- Tome XIII : Du 14 au 20 avril 1790
- Tome XIV : Du 20 avril 1790 (suite de l’état nominatif des pensions sur le Trésor royal)
- Tome XV : Du 21 avril au 30 mai 1790
- Tome XVI : Du 31 mai au 8 juillet 1790
- Tome XVII : Du 9 juillet au 12 août 1790
- Tome XVIII : Du 12 août au 15 septembre 1790
- Tome XIX : Du 16 septembre au 23 octobre 1790
- Tome XX : Du 23 octobre au 26 novembre 1790
- Tome XXI : Du 26 novembre 1790 au 2 janvier 1791
- Tome XXII : Du 3 janvier au 5 février 1791
- Tome XXIII : Du 6 février au 9 mars 1791
- Tome XXIV : Du 10 mars au 12 avril 1791
- Tome XXV : Du 13 avril au 11 mai 1791
- Tome XXVI : Du 12 mai au 5 juin 1791
- Tome XXVII : Du 6 juin au 5 juillet 1791
- Tome XXVIII : Du 6 au 28 juillet 1791
- Tome XXIX : Du 29 juillet au 27 août 1791
- Tome XXX : Du 28 août au 17 septembre 1791
- Tome XXXI : Du 17 au 30 septembre 1791
- Tome XXXII : 30 septembre 1791. Tables.
- Tome XXXIII : Table générale alphabétique de l’Assemblée nationale constituante

#### Assemblée nationale législative: du1eroctobre 1791 au 21 septembre 1792
- Tome XXXIV : Du 1er octobre au 10 novembre 1791
- Tome XXXV : Du 11 novembre au 10 décembre 1791
- Tome XXXVI : Du 11 décembre 1791 au 1er janvier 1792
- Tome XXXVII : Du 2 au 28 janvier 1792
- Tome XXXVIII : Du 29 janvier au 21 février 1792
- Tome XXXIX : Du 22 février au 14 mars 1792
- Tome XL : Du 15 au 30 mars 1792
- Tome XLI : Du 30 mars au 16 avril 1792
- Tome XLII : Du 17 avril au 4 mai 1792
- Tome XLIII : Du 4 au 22 mai 1792
- Tome XLIV : Du 22 mai au 8 juin 1792
- Tome XLV : Du 9 au 30 juin 1792
- Tome XLVI : Du 30 juin au 20 juillet 1792
- Tome XLVII : Du 21 juillet au 10 août 1792
- Tome XLVIII : Du 11 août au 25 août 1792
- Tome XLIX : Du 26 août au 15 septembre 1792
- Tome L : Du 15 au 21 septembre 1792
- Tome LI : Table générale alphabétique de l’Assemblée nationale législative

#### Convention nationale: du 22 septembre 1792 au 2 décembre 1794
- Tome LII : Du 22 septembre au 26 octobre 1792
- Tome LIII : Du 27 octobre au 30 novembre 1792
- Tome LIV : Du 1er au 10 décembre 1792
- Tome LV : Du 11 au 27 décembre 1792
- Tome LVI : Du 28 décembre 1792 au 11 janvier 1793
- Tome LVII : Du 12 au 28 janvier 1793
- Tome LVIII : Du 29 janvier au 18 février 1793
- Tome LIX : Du 19 février au 8 mars 1793
- Tome LX : Du 9 au 30 mars 1793
- Tome LXI : Du 31 mars au 12 avril 1793
- Tome LXII : Du 13 au 19 avril 1793
- Tome LXIII : Du 20 avril au 1er mai 1793
- Tome LXIV : Du 2 au 16 mai 1793
- L. Lataste ( éd.), Louis Claveau ( éd.), Constant Pionnier ( éd.) et André Ducom ( éd.), Archives parlementaires de 1787 a 1860 : recueil complet des débats législatifs et politiques des Chambres françaises, t. LXV : du 17 mai 1793 au 2 juin 1793, Paris, Paul Dupont, éditeur, 1904, 791 p. (lire en ligne).
- Tome LXVI : Du 3 au 19 juin 1793
- L. Lataste ( éd.), Louis Claveau ( éd.), Constant Pionnier ( éd.) et André Ducom ( éd.), Archives parlementaires de 1787 a 1860 : recueil complet des débats législatifs et politiques des Chambres françaises, t. LXVII : du 20 juin 1793 au 30 juin 1793, Paris, Paul Dupont, éditeur, 1905, 792 p. (lire en ligne).
- Tome LXVIII : Du 1er au 14 juillet 1793
- Tome LXIX : Du 15 au 29 juillet 1793
- Tome LXX : Du 30 juillet au 9 août 1793
- Tome LXXI* : Table alphabétique et analytique des séances de la Convention nationale du 20 septembre 1792 au 10 août 1793 (1re partie : de A à K)
- Tome LXXI** : Table alphabétique et analytique des séances de la Convention nationale du 20 septembre 1792 au 10 août 1793 (2e partie : de L à Z)
- Tome LXXII : Du 11 au 24 août 1793
- Tome LXXIII : Du 25 août au 11 septembre 1793
- Tome LXXIV : Du 12 au 22 septembre 1793
- Tome LXXV : Du 23 septembre au 3 octobre 1793
- Tome LXXVI : Du 4 au 18 octobre 1793
- Tome LXXVII : Du 19 au 28 octobre 1793
- Tome LXXVIII* : Du 29 octobre au 10 novembre 1793 (1re partie)
- Tome LXXVIII** : Du 29 octobre au 10 novembre 1793 (2e partie)
- Tome LXXIX : Du 11 au 23 novembre 1793
- Tome LXXX : Du 24 novembre au 5 décembre 1793
- Tome LXXXI : Du 6 au 19 décembre 1793
- Tome LXXXII : Du 20 décembre 1793 au 4 janvier 1794
- Tome LXXXII bis : Table alphabétique et analytique des séances de la Convention nationale du 11 août 1793 au 4 janvier 1794
- Tome LXXXIII : Marcel Reinhard (dir.), Georges Lefebvre (dir.) et Marc Bouloiseau (dir.) (publié par l'Institut d'histoire de la Révolution française, Université de Paris I), Archives parlementaires de 1787 à 1860, t. 83 : Du 16 nivôse an II au 8 pluviôse an II (5 janvier 1794 au 27 janvier 1794), Paris, Éditions du Centre national de la recherche scientifique, 1961, IX-787 p.
- Tome LXXXIV : Marcel Reinhard (dir.), Georges Lefebvre (dir.) et Marc Bouloiseau (dir.) (publié par l'Institut d'histoire de la Révolution française, Université de Paris I), Archives parlementaires de 1787 à 1860, t. 84 : Du 9 au 25 pluviôse an II (28 janvier au 13 février 1794), Paris, Éditions du Centre national de la recherche scientifique, 1962, 750 p.
- Tome LXXXV : Marcel Reinhard (dir.) et Marc Bouloiseau (dir.) (publié par l'Institut d'histoire de la Révolution française, Université de Paris I), Archives parlementaires de 1787 à 1860, t. 85 : Du 26 pluviôse au 12 ventôse An II (14 février au 2 mars 1794), Paris, Éditions du Centre national de la recherche scientifique, 1964, 742 p.
- Tome LXXXVI : Marcel Reinhard (dir.) et Marc Bouloiseau (dir.) (publié par l'Institut d'histoire de la Révolution française, Université de Paris I), Archives parlementaires de 1787 à 1860, t. 86 : Du 13 au 30 ventôse An II (3 au 20 mars 1794), Paris, Éditions du Centre national de la recherche scientifique, 1965, 798 p.
- Tome LXXXVII : Marcel Reinhard (dir.) et Marc Bouloiseau (dir.) (publié par l'Institut d'histoire de la Révolution française, Université de Paris I), Archives parlementaires de 1787 à 1860, t. 87 : Du 1er au 12 germinal An II (21 mars au 1er avril 1794), Paris, Éditions du Centre national de la recherche scientifique, 1968, 758 p.
- Tome LXXXVIII : Marcel Reinhard (dir.) et Marc Bouloiseau (dir.) (publié par l'Institut d'histoire de la Révolution française, Université de Paris I), Archives parlementaires de 1787 à 1860, t. 88 : Du 13 au 28 germinal an II (2 avril au 17 avril 1794), Paris, Éditions du Centre national de la recherche scientifique, 1969, 787 p.
- Tome LXXXIX : Du 18 avril au 2 mai 1794
- Tome XC : Du 3 au 25 mai 1794
- Tome XCI : Du 26 mai au 18 juin 1794
- Tome XCII : Du 19 juin au 8 juillet 1794
- Tome XCIII : Du 9 au 30 juillet 1794
- Tome XCIV : Du 31 juillet au 12 août 1794
- Tome XCV : Du 13 au 26 août 1794
- Tome XCVI : Du 27 août au 8 septembre 1794
- Tome XCVII : Du 9 au 23 septembre 1794
- Tome XCVIII : Du 24 septembre au 8 octobre 1794, présentation en ligne.
- Tome XCIX : Du 9 au 23 octobre 1794
- Tome C : Du 24 octobre au 8 novembre 1794
- Tome CI : Marie-Claude Baron ( éd.), Corinne Gomez-Le Chevanton ( éd.) et Françoise Brunel ( éd.) (publié par l'Institut d'histoire de la Révolution française, Université de Paris I), Archives parlementaires de 1787 à 1860, vol. 101 : Du 19 au 30 brumaire an III (9 au 20 novembre 1794), Paris, CNRS Éditions, 2005, 520 p. (ISBN 978-2-271-05507-1, BNF 40077038, présentation en ligne).
- Tome CII : Corinne Gomez-Le Chevanton ( éd.) et Françoise Brunel ( éd.) (publié par l'Institut d'histoire de la Révolution française, Université de Paris I), Archives parlementaires de 1787 à 1860, vol. 102 : Du 1er au 12 frimaire an III (21 novembre au 2 décembre 1794), Paris, CNRS Éditions, 2012, 488 p. (ISBN 978-2-271-07712-7, BNF 43559625, présentation en ligne).
- Tome CIII : Archives parlementaires de 1787 à 1860, vol. 103 : Du 13 au 27 frimaire an III (3 au 17 décembre 1794), CNRS, 2022  (ISBN 9782271142153).

### Deuxième série: de 1800 à 1860
(...)
- Tome X : Du 21 janvier 1808 au 5 juin 1810
- Tome XI : Du 10 août 1810 au 30 septembre 1813

(...)
- Tome XII : Du 31 mars 1814 au 1er octobre 1814
- Tome XIII : Du 3 octobre au 3 décembre 1814
- Tome XIV : Du 3 décembre 1814 au 9 juillet 1815
- Tome XV : Du 8 juillet 1815 au 6 janvier 1816

(...)
- Tome XVII : Du 1er avril au 30 décembre 1816

(...)
- Tome XXVII : Du 30 mars 1820 au 22 mai 1820

(...)
- Tome XXXI : Du 14 avril 1821 au 4 juin 1821
- Tome XXXII : Du 5 juin 1821 au 12 juillet 1821

(...)
- Tome XXXIV : Du 26 décembre 1821 au 25 février 1822

(...)
- Tome XXXIX : Du 24 mars 1823 au 6 avril 1824
- Tome XL : Du 8 avril 1824 au 28 mai 1824

(...)
- Tome C : Du 30 janvier 1836 au 9 mars 1836
- Tome CI : Du 10 mars 1836 au 13 avril 1836
- Tome CII : Du 14 avril 1836 au 28 avril 1836
- Tome CIII : Du 29 avril 1836 au 19 mai 1836
- Tome CIV : Du 19 mai 1836 au 6 juin 1836
- Tome CV : Du 7 juin 1836 au 4 juillet 1836

(...)
- Tome CXI : Du 10 mai 1837 au 26 mai 1837
- Tome CXII : Du 27 mai 1837 au 19 juin 1837
- Tome CXIII : Du 19 juin 1837 au 1er juillet 1837
- Tome CXIV : Du 3 juillet 1837 au 15 janvier 1838
- Tome CXV : Du 15 janvier 1838 au 21 février 1838
- Tome CXVI : Du 22 février au 17 mars 1838
- Tome CXVII : Du 19 mars 1838 au 12 avril 1838
- Tome CXVIII : Du 3 avril 1838 au 2 mai 1838
- Tome CXIX : Du 3 mai au 18 mai 1838

(...)
- Tome CXXV : Du 28 mai au 17 juin 1839
- Tome CXXVI : Du 17 juin 1839 au 2 juillet 1839

(...)

## Disponibilité en ligne
- Les volumes I à XXXIII (cahiers de doléances et toutes les séances de la Constituante) et LXXVIII à CII (partie des séances de la Convention) sont disponibles en ligne sur la perséide Archives parlementaires : https://archives-parlementaires.persee.fr/ à l'initiative de la Bibliothèque interuniversitaire de la Sorbonne et de Persée et avec l'autorisation de l'Institut d'histoire moderne et contemporaine - Institut d'histoire de la Révolution française (IHMC-IHRF). Les autres volumes (Législative et début de la Convention) seront progressivement mis en ligne.
- Les volumes I à LXXXII sont disponibles en ligne en version texte (TEI)  à l'initiative des bibliothèques universitaires de Stanford : https://github.com/StanfordUniversityLibraries/ap_tei